# Ardisia eglandulosa
Ardisia eglandulosa là một loài thực vật có hoa trong họ Anh thảo. Loài này được H.R.Fletcher mô tả khoa học đầu tiên năm 1937.